# Karel Scheinpflug (právník)

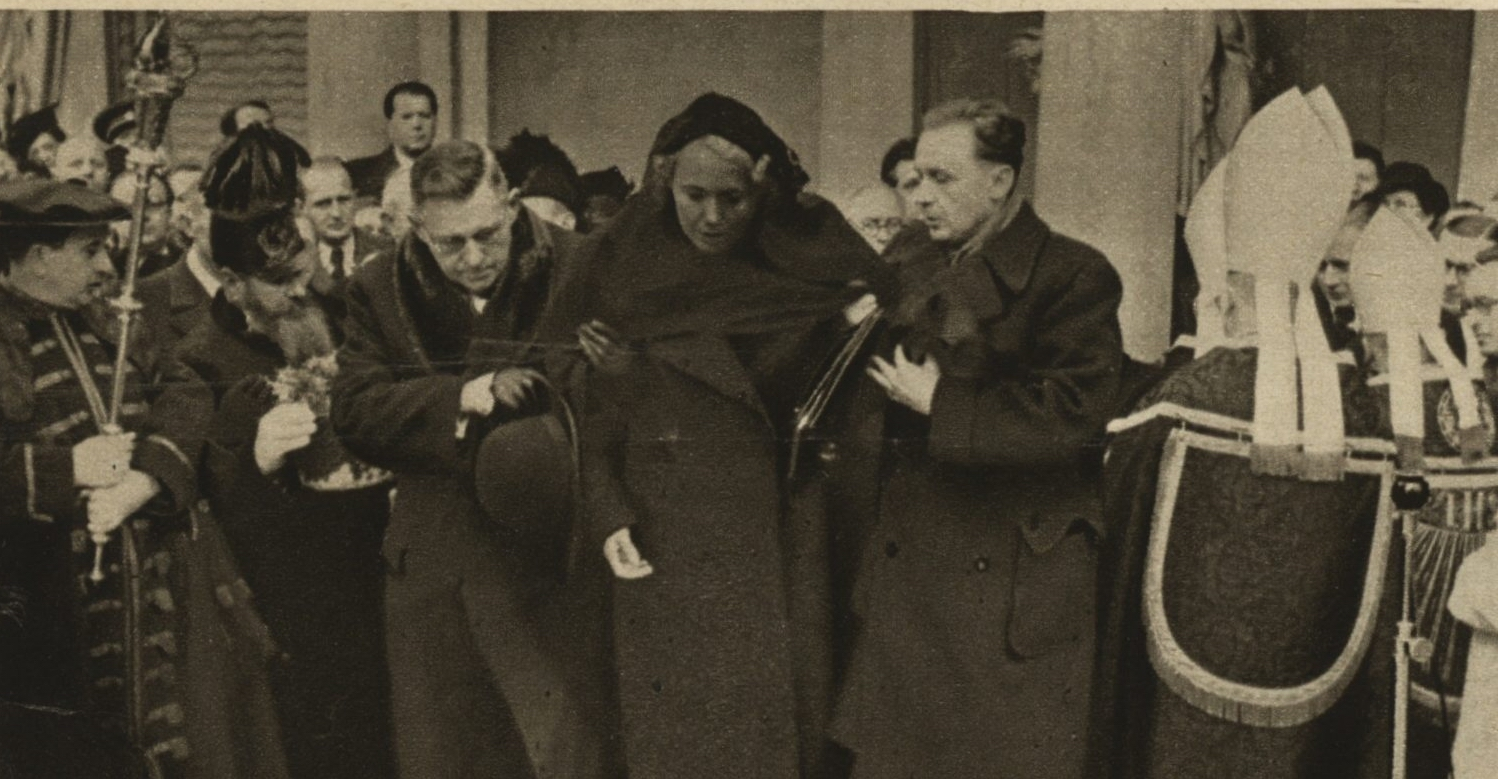
Václav Palivec, Olga Scheinpflugová a JUDr. Karel Scheinpflug (vpravo) na pohřbu Karla Čapka (1938)

Karel Scheinpflug (28. srpna 1899 ve Slaném – 15. prosince 1987 v Praze) byl český právník, přítel, švagr a ochránce autorských práv Karla Čapka.

## Život

### Mládí
Otec Karel Scheinpflug (1869–1948) byl český novinář, kritik a spisovatel. Matka Božena, rozená Fričová, zemřela v roce 1911. Otec se později oženil znovu, s Miladou Krinerovou (1871–1955).
Karel Scheinpflug syn byl nejstarší ze tří sourozenců. Jeho sestrami byly herečka a spisovatelka Olga Scheinpflugová a Božena Scheinpflugová (provdaná později za spisovatele Edmonda Konráda). Vyrůstal ve Slaném, kde vystudoval gymnázium a pracoval v rodinné strojírenské továrně. Odvodu do první světové války se vyhnul, jak vzpomínala sestra Olga, za cenu hladovění a v důsledku tělesné slabosti.

### Počátky v Praze
V roce 1918 odešel s otcem do Prahy, kde začal studovat práva. Sestra Olga žila v Praze již od roku 1917 a druhá otcova manželka se s nejmladší Karlovou sestrou Boženou do Prahy přistěhovala v roce 1919. Otec také seznámil sourozence Karla a Olgu Scheinpflugovy s Karlem Čapkem, se kterým pracoval v redakci Národních listů. V roce 1922 ukončil Karel Scheinpflug studia promocí jako doktor práv na právnické fakultě Univerzity Karlovy.

### Advokát
Po roční praxi na Podkarpatské Rusi se vrátil do Prahy. Vykonal advokátské zkoušky a otevřel si vlastní kancelář v pražské Ječné ulici. Zhruba v polovině třicátých let se stal literárním agentem svého švagra Karla Čapka. Na doporučení svého otce Karla Scheinpfluga, předsedy Syndikátu českých spisovatelů, převzal počátkem války právní agendu syndikátu. (Syndikát českých spisovatelů byl literární spolek, který existoval od roku 1918. V roce 1949 zanikl sloučením se Svazem slovenských spisovatelů do Svazu československých spisovatelů.)

### Rodinný život
V roce 1929 se oženil a koncem roku se mu narodil syn. V roce 1948 se rozvedl a znovu oženil se spisovatelkou Jaroslavou Reitmannovou.

### Poválečná činnost
V poválečných letech byl Karel Scheinpflug tajemníkem, od roku 1947 ředitelem Syndikátu českých spisovatelů a jeho činnost řídil až do roku 1949, kdy syndikát i Scheinpflugova advokátní kancelář zanikly. Krátce též ve školním roce 1947-1948 přednášel autorské právo na Karlově univerzitě. Po roce 1950 pracoval převážně jako podnikový právník. Po smrti Olgy Scheinpflugové v roce 1968 se přestěhoval do bývalého domu Karla Čapka; spravoval jeho literární pozůstalost a se svou ženou se staral o údržbu domu i zahrady.
Vydání vzpomínkové knihy Můj švagr Karel Čapek se nedočkal. Je pochován na pražských Olšanských hřbitovech (část 1ob, odd. 2, hrob č. 50).

## Zajímavost
Na dům v Ječné ulici č. 6, který byl sídlem Scheinpflugovy advokátní kanceláře, spadla v únoru 1945 letecká puma. Po opravě poškozených bytů je Karel Scheinpflug využil k činnosti Syndikátu českých spisovatelů.

## Dílo
- Problémy kinematografie v autorském právu (vydal Čs. Kompas, Praha, 1945)
- Můj švagr Karel Čapek (k vydání připravil a doslov napsal Jiří Opelík ; vydal Kruh, Hradec Králové 1991)